# Alfabeto malabar
El alfabeto malabar (en malabar: മലയാളലിപി, malayāḷalipi) es un alfabeto bráhmico utilizado comúnmente para escribir la lengua malabar que es el principal idioma utilizado en el estado de Kerala en la India, que es hablado por 35 millones de personas en el mundo. Al igual que muchas otras escrituras indias, es un esquema abugida, o sea un sistema de escritura que es parcialmente "alfabética" y parcialmente basada en sílabas. El alfabeto malayalam moderno tiene 13 letras vocales, 36 consonantes y algunos otros símbolos. El alfabeto malayalam es un alfabeto Vatteluttu, que fue ampliado con símbolos del alfabeto Grantha para representar palabras prestadas de lenguas indoarias.
Este alfabeto también es utilizado para escribir varios idiomas minoritarios tales como Paniya, Betta Kurumba, y Ravula. Históricamente el propio idioma malayalam se escribía con diferentes alfabetos.

## Consonantes
Las consonantes del malabar son las siguientes:
|                                    | Sordas               | Sordas                   | Sonoras              | Sonoras                  | Sonoras             |
| No aspiradas                       | Aspiradas            | No aspiradas             | Aspiradas            | Nasales                  |                     |
| ---------------------------------- | -------------------- | ------------------------ | -------------------- | ------------------------ | ------------------- |
| Velares                            | ക ka /ka/ KA         | ഖ kha /kʰa/ KHA          | ഗ ga /ɡa/ GA         | ഘ gha /ɡʱa/ GHA          | ങ ṅa /ŋa/ NGA       |
| Postalveolares o Alveolo-palatales | ച ca /t͡ʃa/ /ȶ͡ɕa/ cha | ഛ cha /t͡ʃʰa/ /ȶ͡ɕʰa/ chha | ജ ja /d͡ʒa/ /ȡ͡ʑa/ jha | ഝ jha /d͡ʒʱa/ /ȡ͡ʑʱa/ jhha | ഞ ña /ɲa/ nha (nja) |
| Retroflejas                        | ട ṭa /ʈa/ TTA ta     | ഠ ṭha /ʈʰa/ TTHA tta     | ഡ ḍa /ɖa/ DDA da     | ഢ ḍha /ɖʱa/ DDHA dda     | ണ ṇa /ɳa/ NNA na    |
| Dentales                           | ത ta /t̪a/ TA tha     | ഥ tha /t̪ʰa/ THA ttha     | ദ da /d̪a/ DA dha     | ധ dha /d̪ʱa/ DHA ddha     | ന na /n̪a, na/ NA na |
| Labiales                           | പ pa /pa/ PA         | ഫ pha /pʰa/ PHA          | ബ ba /ba/ BA         | ഭ bha /bʱa/ BHA          | മ ma /ma/ MA        |

| യ ya /ja/ YA | ര ra /ɾa/ RA | ല la /la/ LA | വ va /ʋa/ VA |

| ശ śa /ʃa/ SHA | ഷ ṣa /ʂa/ SSA | സ sa /sa/ SA | ഹ ha /ha/ HA |

| ള ḷa /ɭa/ LLA | ഴ ḻa /ɻa/ LLLA zha | റ ṟa, ṯa /ra, ta/ RRA | ഩ ṉa /na/ NNNA | ഺ ṯa /ta/ TTTA |

1. ↑  Dental nasal o alveolar nasal, depende de la palabra.
2. ↑  Aproximante apico-palatal sorda [ʂ̺̠˕].[6]
3. ↑  Aproximante apico-palatal sonora [ʐ̺̠˕].[6] Esta consonante se suele describir como /ɻ/, pero también se puede aproximar como /ɹ/.[8]
4. ↑  (1) La repetición de esta letra, es decir, (റ + റ), suele representar una oclusiva alveolar sorda geminada, /tːa/; (2) La combinación de la letra na cillakṣaraṃ y esta letra (ൻ + റ) suele representar /nda/; (3) en el resto de casos representa la vibrante alveolar múltiple (apical) /ra/. Opcionalmente, (1) puede ser transliterada como ṯṯa en lugar de ṟṟa, (2) como nṯa (no nḏa) en vez de nṟa.
5. ↑  Corresponde a la letra tamil ṉa ன. En 2007 se propuso agregar esta letra al alfabeto malabar para representar la alveolar nasal, en lugar de la dental nasal.[9] Normalmente ambas consonantes son representadas por na ന.
6. ↑  En 2007 se propuso agregar esta letra al alfabeto malabar para representar la oclusiva alveolar sorda, en lugar de la oclusiva dental sorda que se representa con ta ത.[9] Normalmente esta consonante se escribe con la letra ṟa റ.

### Cillakṣaraṃ
Una cillakṣaraṃ (en malabar: ചില്ലക്ഷരം, cillakṣaram) es una consonante especial a la cual nunca le sigue ninguna vocal, sin la necesidad de un signo virama. Estas consonantes están basadas en algunas de las consonantes ya mencionadas.
| Letra | Variante cillakṣaraṃ | Notas                                              |
| ----- | -------------------- | -------------------------------------------------- |
| na ന  | ൻ                    |                                                    |
| ṇa ണ  | ൺ                    |                                                    |
| ka ക  | ൿ                    |                                                    |
| la ല  | ൽ                    | En realidad la forma viene de ta ത                 |
| ḷa ള  | ൾ                    | En realidad la forma viene de ṭa ട                 |
| ra ര  | ർ                    | En realidad la forma viene de ra, no de ṟa (RRA) റ |

## Vocales
El malabar posee vocales diacríticas y vocales independientes.
|                     | Cortas              | Cortas       | Cortas         | Largas              | Largas       | Largas     |
| Independientes      | Dependientes        | Dependientes | Independientes | Dependientes        | Dependientes |            |
| Independientes      | Diacrítico vocálico | Ejemplo      | Independientes | Diacrítico vocálico | Ejemplo      |            |
| ------------------- | ------------------- | ------------ | -------------- | ------------------- | ------------ | ---------- |
| a                   | അ a /a/             | (ninguno)    | പ pa /pa/      | ആ ā /aː/            | ാ             | പാ pā /paː/ |
| i                   | ഇ i /i/             | ി             | പി pi /pi/      | ഈ ī /iː/            | ീ             | പീ pī /piː/ |
| u                   | ഉ u /u/             | ു             | പു pu /pu/      | ഊ ū /uː/            | ൂ             | പൂ pū /puː/ |
| r̥                   | ഋ r̥ /rɨ/            | ൃ             | പൃ pr̥ /prɨ/     |                     |              |            |
| e                   | എ e /e/             | െ             | പെ pe /pe/      | ഏ ē /eː/            | േ             | പേ pē /peː/ |
| o                   | ഒ o /o/             | ൊ             | പൊ po /po/      | ഓ ō /oː/            | ോ             | പോ pō /poː/ |
| Diptongos           |                     |              |                |                     |              |            |
|                     | Independientes      | Dependientes | Dependientes   |                     |              |            |
| Diacrítico vocálico | Independientes      | Ejemplo      |                |                     |              |            |
| ai                  | ഐ ai /ai̯/           | ൈ             | പൈ pai /pai̯/    |                     |              |            |
| au                  | ഔ au /au̯/           | ൗ             | പൗ pau /pau̯/    |                     |              |            |

## Diacríticos

### Virama
El virama (en malabar: വിരാമം, virāmam) es un signo del malabar que elimina la vocal inherente de una consonante cuando se le agrega a una, que toma la forma  ്. Por ejemplo, siendo ക ka, entonces ക് es solamente k.

### Anusvara
El anusvāra (en malabar:അനുസ്വാരം, anusvāram) es un signo del malabar que le añade /m/ a una vocal o consonante y que toma la forma ം. Por ejemplo, siendo ക ka, entonces കം es kam.

### Visarga
El visarga (en malabar:വിസർഗം, visargam) es un signo del malabar que añade /h/ al final de una vocal o consonante y que toma la forma ഃ. Por ejemplo, siendo ക ka, entonces കഃ es kah.